# Пиртештій-де-Жос (комуна)
Пиртештій-де-Жос (рум. Pârteștii de Jos) — комуна у повіті Сучава в Румунії. До складу комуни входять такі села (дані про населення за 2002 рік):
- Варвата (56 осіб)
- Вирфу-Дялулуй (139 осіб)
- Делень (741 особа)
- Пиртештій-де-Жос (2070 осіб) — адміністративний центр комуни

Комуна розташована на відстані 355 км на північ від Бухареста, 23 км на захід від Сучави, 135 км на північний захід від Ясс.

## Населення
За даними перепису населення 2002 року у комуні проживали 3006 осіб.
Національний склад населення комуни:
| Національність   | Кількість осіб | Відсоток |
| ---------------- | -------------- | -------- |
| румуни           | 3000           | 99,8%    |
| українці         | 3              | 0,1%     |
| поляки           | 2              | 0,1%     |
| росіяни-липовани | 1              | < 0,1%   |

Рідною мовою назвали:
| Мова       | Кількість осіб | Відсоток |
| ---------- | -------------- | -------- |
| румунська  | 3002           | 99,9%    |
| українська | 2              | 0,1%     |
| російська  | 1              | < 0,1%   |
| польська   | 1              | < 0,1%   |

Склад населення комуни за віросповіданням:
| Релігія        | Кількість осіб | Відсоток |
| -------------- | -------------- | -------- |
| православні    | 2918           | 97,1%    |
| п'ятдесятники  | 55             | 1,8%     |
| римо-католики  | 18             | 0,6%     |
| адвентисти     | 9              | 0,3%     |
| греко-католики | 5              | 0,2%     |
| реформати      | 1              | < 0,1%   |